# Punta Baretti
La punta Baretti es una cima alpina en los Alpes, en el macizo del Mont Blanc, por la vertiente italiana. Se encuentra en el grupo Brouillard-Innominata. 
La altura aparece de manera distinta según la cartografía. La lista oficial de los cuatromiles de los Alpes, publicada por la UIAA en su boletín n.º 145, de marzo de 1994, indica 4.006, según la cartografía italiana más reciente. En el libro Cuatromiles de los Alpes por rutas normales, Richard Goedeke señala 4.013 m. 
La primera ascensión es debatida. Martino Baretti y Jean Joseph Maquignaz afirmaron haber subido esta cumbre y el vecino Monte Brouillard el 28 de julio de 1880, pero su relato sobre lo que duró la travesía no da tiempos fiables, ni se ha encontrado restos materiales en la cima. 
Según la clasificación SOIUSA, la Punta Baretti pertenece:
- Gran parte: Alpes occidentales
- Gran sector: Alpes del noroeste
- Sección: Alpes Grayos
- Subsección: Alpes del Mont Blanc
- Supergrupo: Macizo del Mont Blanc
- Grupo: Grupo del Mont Blanc
- Subgrupo: Contrafuertes italianos del Mont Blanc
- Código: I/B-7.V-B.2.c/b